# سیارک ۸۶۳۴
سیارک ۸۶۳۴ (به انگلیسی: 8634 Neubauer، نامگذاری:1981GG) هشت هزار و ششصد و سی و چهارمین سیارک کشف شده‌است که در ۵ آوریل ۱۹۸۱ کشف شد.
قدر مطلق سیارک برابر ۱۳٫۷۰ است.